# Leopold, vévoda z Albany
Leopold, vévoda z Albany, plným jménem Leopold George Duncan Albert (7. dubna 1853, Buckinghamský palác, Londýn – 27. březen 1884, Cannes, Francie) byl britský princ, syn britské královny Viktorie a jejího manžela prince Alberta. Leopold byl později jmenován vévodou z Albany, hrabětem z Clarence a baronem z Arklow. Trpěl hemofilií, která přispěla k jeho smrti po pádu ve věku 30 let.

## Původ

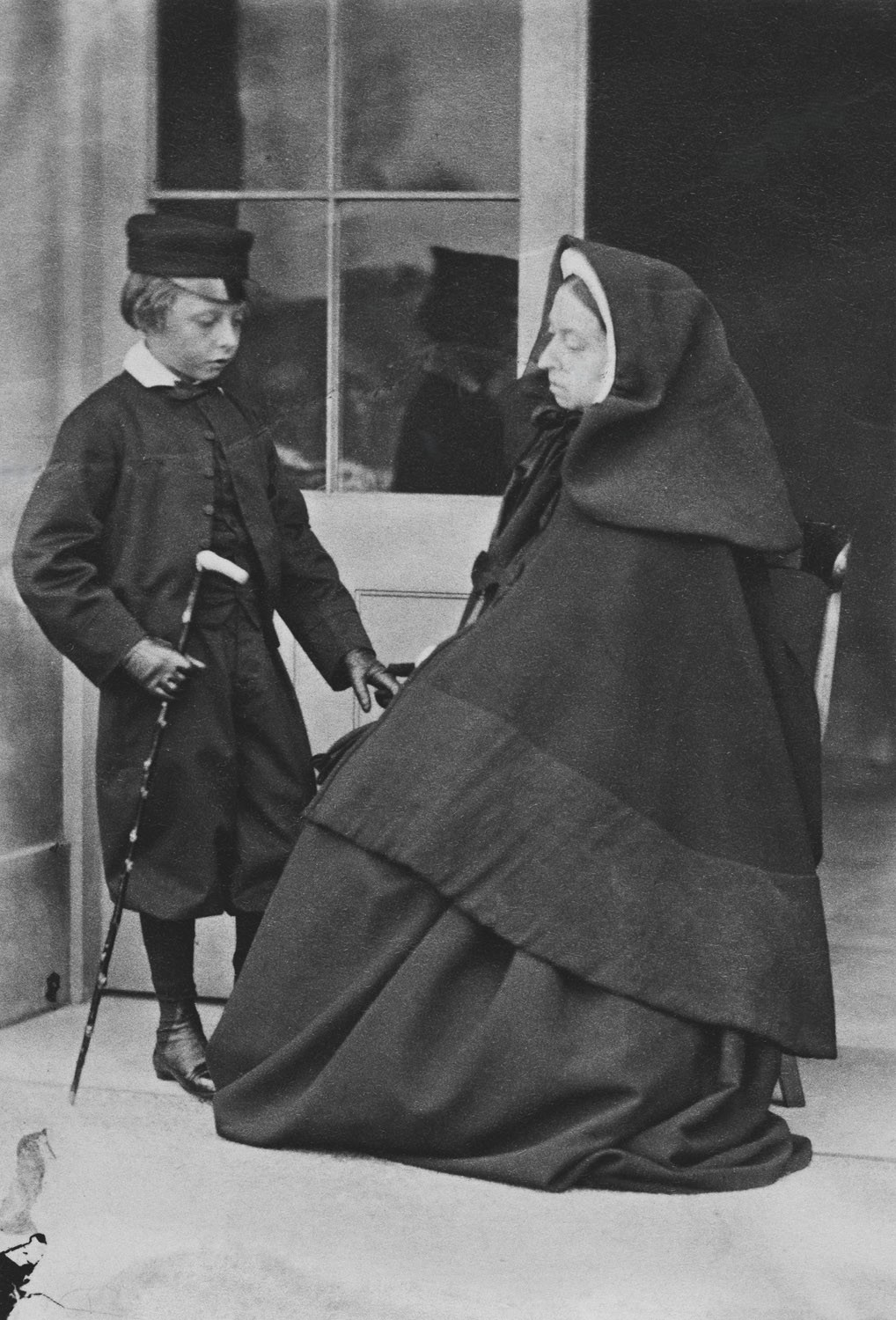
Princ Leopold se svou matkou, královnou Viktorií, 1862

Leopold se narodil 7. dubna 1853 v Buckinghamském paláci v Londýně jako osmé dítě a nejmladší syn britské královny Viktorie a prince Alberta Sasko-Kobursko-Gothajského. Během porodu se královna Viktorie rozhodla použít chloroform, čímž podpořila používání anestezie při porodu, kterou nedávno vyvinul profesor James Young Simpson. Chloroform podával John Snow. Jako syn britského panovníka byl po narození titulován Jeho královskou Výsostí princem Leopoldem. Jeho rodiče ho pojmenovali Leopold podle svého společného strýce, belgického krále Leopolda I.
V soukromé kapli Buckinghamského paláce ho 28. června 1853 pokřtil canterburský arcibiskup John Bird Sumner. Jeho kmotry byli jeho první bratranec z prvního kolena, hannoverský král Jiří V., jeho čtvrtý bratranec z prvního kolena, pruská princezna Augusta, jeho první sestřenice z prvního kolena, princezna Marie Adelaida z Cambridge, a jeho strýc z matčiny strany, kníže Arnošt z Hohenlohe-Langenburgu.
Leopold zdědil po své matce, královně Viktorii, nemoc hemofilii a byl křehké dítě. Během jeho života se spekulovalo, že Leopold trpěl také mírnou epilepsií, podobně jako jeho prasynovec princ Jan.

## Vzdělání a kariéra

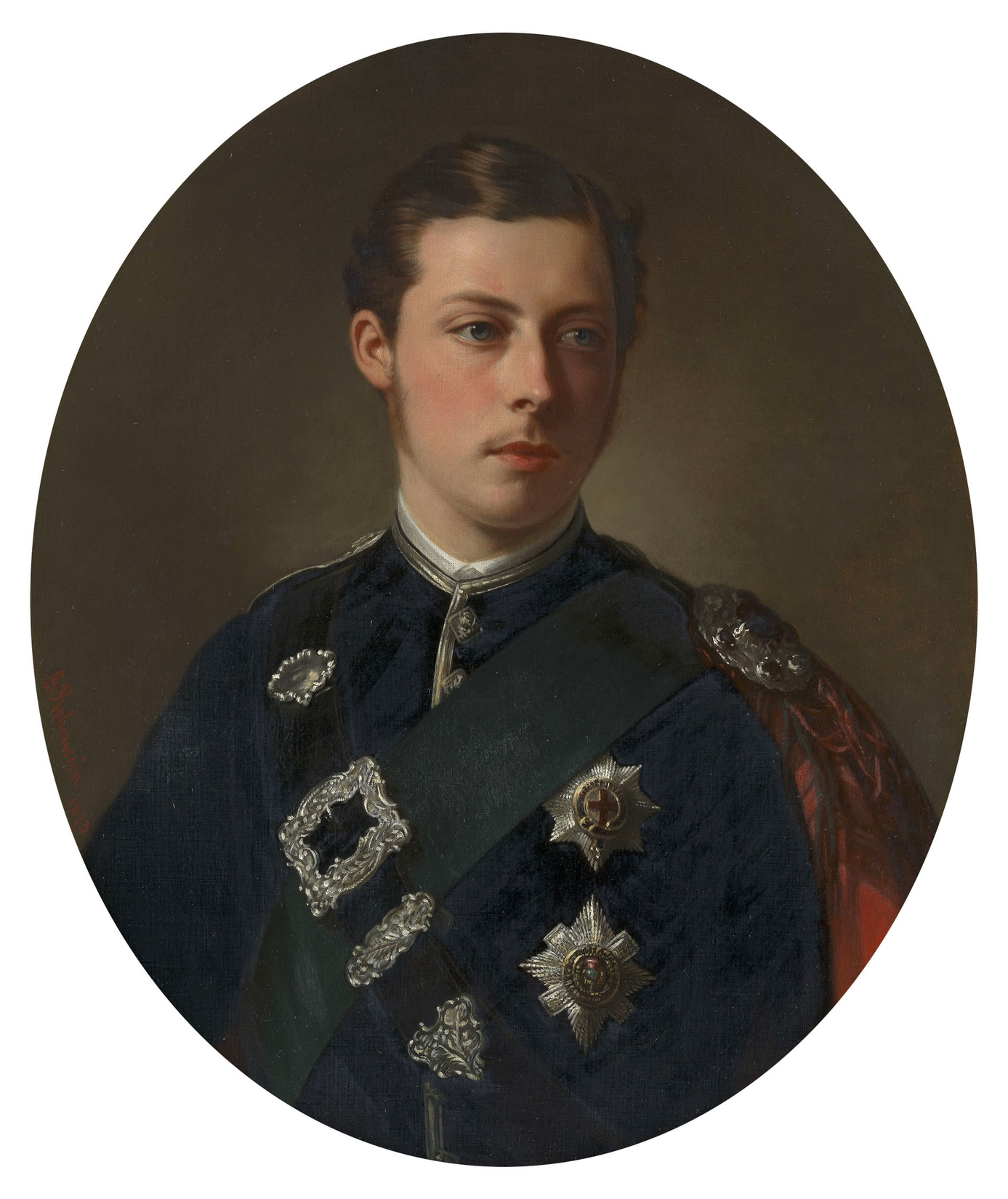
Princ Leopold na portrétu George Koberweina, 1873

Princovy intelektuální schopnosti byly patrné již v chlapeckém věku; laureát básnické ceny Alfred Tennyson a jeho přítel, filozof James Martineau, se s královninými dětmi dobře znali a poznamenali, že Leopold, který často rozmlouval s významným doktorem Martineauem, byl považován za mladého muže velmi přemýšlivé mysli, vysokých cílů a zcela pozoruhodných schopností. Jeho dcera, princezna Alice, ve svých pamětech napsala, že jeho literární a umělecké sklony podporoval a rozvíjel jeho milovaný učitel Robert Collins. Jeho učitelem byl také kanovník Duckworth a předtím ho dva roky učil mladý etonský učitel pan Shuldam.
V roce 1872 nastoupil princ Leopold na univerzitu Christ Church v Oxfordu, kde studoval různé obory a stal se předsedou šachového klubu Oxfordské univerzity. V roce 1876 opustil univerzitu s čestným doktorátem z občanského práva a poté cestoval po Evropě. V roce 1880 podnikl cestu po Kanadě a Spojených státech se svou sestrou, princeznou Luisou, jejíž manžel John Campbell, markýz z Lorne, byl generálním guvernérem Kanady. Leopold byl významným mecenášem šachu a pod jeho patronací se v roce 1883 konal šachový turnaj v Londýně.
Kvůli hemofilii a nutnosti vyhýbat se i drobným zraněním se Leopold nemohl věnovat vojenské kariéře, místo toho se stal mecenášem umění a literatury a působil jako neoficiální tajemník své matky. Leopold byl jejím oblíbeným synem a jeho prostřednictvím se obvykle udržovaly její vztahy s tehdejší vládou. Později usiloval o místodržitelská místa v Kanadě a ve Viktoriině kolonii, ale matka ho k jeho velké nelibosti odmítla jmenovat.
Přestože nemohl vykonávat aktivní vojenskou činnost, byl čestným členem 72. pluku horalů vévody z Albany a od roku 1881 působil jako první vrchní plukovník Seaforth Highlanders, když tento pluk vznikl sloučením 72. pluku se 78. pěším plukem (Highlanders). 

## Manželství

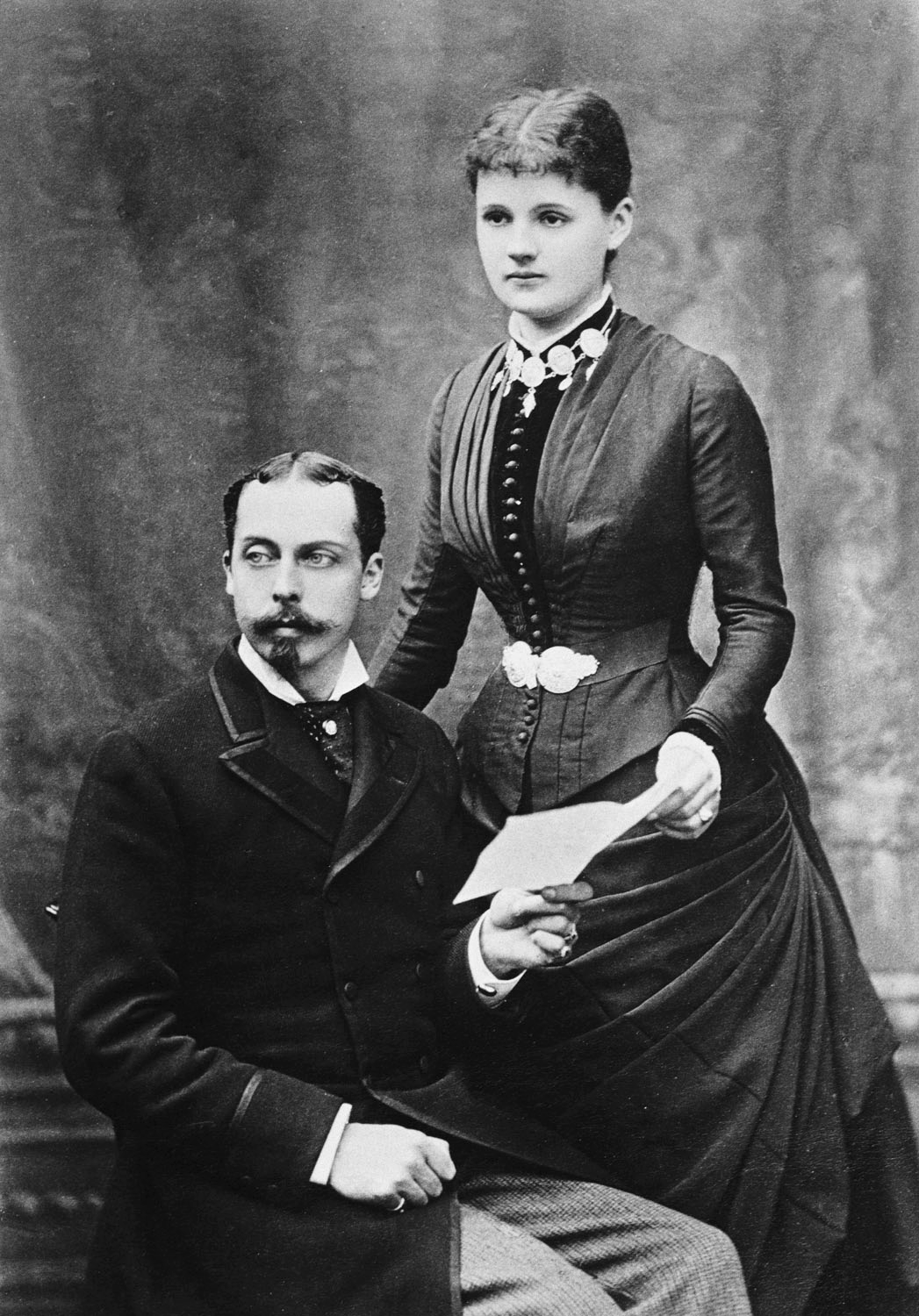
Princ Leopold, vévoda z Albany, s jeho manželkou princeznou Helenou Waldecko-Pyrmontskou, 1882

Princ Leopold, kterého královna Viktorie ,,dusila" snahou udržet ho doma, viděl ve sňatku jedinou naději na nezávislost. Kvůli své hemofilii měl potíže s nalezením manželky. Seznámil se s Alicí Liddellovou, dcerou Henryho Liddella, oxfordského vicekancléře, pro kterého Lewis Carroll napsal Alenka v říši divů. Leopold byl kmotrem Alicina druhého syna, který po něm dostal jméno. Předpokládá se, že uvažoval o tom, že by se s ní oženil, ačkoli jiní naznačují, že dal přednost její sestře Edith (které později 30. června 1876 sloužil jako nosič rakve).
Leopold zvažoval za nevěstu také svou sestřenici z druhého kolena, princeznu Frederiku Hannoverskou, ale místo toho se z nich stali celoživotní přátelé. Mezi další královské a aristokratické ženy, o které usiloval, patřily dědička Daisy Maynardová, princezna Alžběta Hesensko-Kasselská, princezna Karolína Matylda Šlesvicko-Holštýnsko-Sonderbursko-Augustenburská, belgická princezna Štěpánka a bádenská princezna Viktorie. Leopoldovi se velmi líbila Mary Baringová, dcera lorda Ashburtona, ale ačkoli ho měla stejně ráda, v devatenácti letech se cítila být na manželství příliš mladá.
Po odmítnutí ze strany těchto žen se Viktorie postavila do cesty těm, které považovala za nevhodné. Trvala na tom, že děti britských panovníků by se měly provdat do jiných vládnoucích protestantských rodin, a navrhla setkání s princeznou Helenou Frederikou, dcerou Jiřího Viktora, knížete Waldeck-Pyrmontského, jehož jedna z dcer se již provdala za nizozemského krále Viléma III.
Dne 27. dubna 1882 se Leopold a Helena vzali v kapli svatého Jiří na hradě Windsor. Prožili šťastné, i když krátké manželství. V roce 1883 se Leopold stal otcem, když se jeho ženě narodila dcera Alice. Narození syna Karla Eduarda se však již nedožil.

## Nemoc a smrt
U prince Leopolda byla hemofilie diagnostikována již v dětství a v prvních letech se mu věnovali různí lékaři, mimo jiné Arnold Royle a John Wickham Legg. V únoru 1884 odjel Leopold na příkaz lékaře do Cannes: bolesti kloubů jsou častým příznakem hemofilie a zimní klima ve Spojeném království pro něj bylo vždy obtížné. Jeho žena, v té době těhotná, zůstala doma, ale naléhala na něj, aby odjel. Dne 27. března ve svém canneském sídle, vile „Villa Nevada“, uklouzl a upadl, přičemž si poranil koleno a udeřil se do hlavy. Zemřel v časných ranních hodinách následujícího dne, zřejmě na krvácení do mozku.Jeho ostatky byly uloženy do královské hrobky a později pohřbeny v Albertově pamětní kapli ve Windsoru. Dvůr držel oficiální smutek od 30. března 1884 do 11. května 1884. V roce 1884 se konal v Cannes slavnostní pohřeb.
Leopold zemřel šest let po své starší sestře Alici a byl druhým, ale zároveň nejmladším z dětí královny Viktorie, které zemřely, neboť mu v době smrti bylo pouhých 30 let. Jeho matka ho přežila o sedmnáct let, do té doby přežila i třetí dítě, Alfréda. 
Gen pro hemofilii se přenáší na chromozomu X a obvykle se předává prostřednictvím ženského pokolení, protože v minulosti přežilo jen málo mužů trpících hemofilií, kteří zplodili děti. Každá dcera hemofilika je nositelkou genu. Leopoldova dcera Alice zdědila gen pro hemofilii a předala ho svému staršímu synovi Rupertovi.

## Zajímavost
Je znám jako první dítě porozené bezbolestně, neboť jeho matce podal její lékař John Snow v průběhu porodu chloroform; za tento čin byl odměněn titulem sir.

## Vývod z předků
|                          |                                      |  |                             |                                              |  |  |  |  |  |  |  | Arnošt Fridrich Sasko-Kobursko-Saalfeldský |
|                          |                                      |  |                             |                                              |  |  |  |  |  |  |  |                                            |
|                          | František Sasko-Kobursko-Saalfeldský |  |                             |                                              |  |  |  |  |  |  |  |                                            |
|                          |                                      |  |                             |                                              |  |  |  |  |  |  |  |                                            |
|                          |                                      |  |                             | Žofie Antonie Brunšvicko-Wolfenbüttelská     |  |  |  |  |  |  |  |                                            |
|                          |                                      |  |                             |                                              |  |  |  |  |  |  |  |                                            |
|                          | Arnošt I. Sasko-Kobursko-Gothajský   |  |                             |                                              |  |  |  |  |  |  |  |                                            |
|                          |                                      |  |                             |                                              |  |  |  |  |  |  |  |                                            |
|                          |                                      |  |                             | Jindřich XXIV. Reuss-Ebersdorf               |  |  |  |  |  |  |  |                                            |
|                          |                                      |  |                             |                                              |  |  |  |  |  |  |  |                                            |
|                          | Augusta Reuss Ebersdorf              |  |                             |                                              |  |  |  |  |  |  |  |                                            |
|                          |                                      |  |                             |                                              |  |  |  |  |  |  |  |                                            |
|                          |                                      |  |                             | Karolina Ernestina Erbašsko-Schönberská      |  |  |  |  |  |  |  |                                            |
|                          |                                      |  |                             |                                              |  |  |  |  |  |  |  |                                            |
|                          | Albert Sasko-Kobursko-Gothajský      |  |                             |                                              |  |  |  |  |  |  |  |                                            |
|                          |                                      |  |                             |                                              |  |  |  |  |  |  |  |                                            |
|                          |                                      |  |                             | Arnošt II. Sasko-Gothajsko-Altenburský       |  |  |  |  |  |  |  |                                            |
|                          |                                      |  |                             |                                              |  |  |  |  |  |  |  |                                            |
|                          | Augustus Sasko-Gothajsko-Altenburský |  |                             |                                              |  |  |  |  |  |  |  |                                            |
|                          |                                      |  |                             |                                              |  |  |  |  |  |  |  |                                            |
|                          |                                      |  |                             | Šarlota Sasko-Meiningenská                   |  |  |  |  |  |  |  |                                            |
|                          |                                      |  |                             |                                              |  |  |  |  |  |  |  |                                            |
|                          | Luisa Sasko-Gothajsko-Altenburská    |  |                             |                                              |  |  |  |  |  |  |  |                                            |
|                          |                                      |  |                             |                                              |  |  |  |  |  |  |  |                                            |
|                          |                                      |  |                             | Fridrich František I. Meklenbursko-Zvěřínský |  |  |  |  |  |  |  |                                            |
|                          |                                      |  |                             |                                              |  |  |  |  |  |  |  |                                            |
|                          | Luisa Šarlota Meklenbursko-Zvěřínská |  |                             |                                              |  |  |  |  |  |  |  |                                            |
|                          |                                      |  |                             |                                              |  |  |  |  |  |  |  |                                            |
|                          |                                      |  |                             | Luisa Sasko-Gothajsko-Altenburská            |  |  |  |  |  |  |  |                                            |
|                          |                                      |  |                             |                                              |  |  |  |  |  |  |  |                                            |
| Leopold, vévoda z Albany |                                      |  |                             |                                              |  |  |  |  |  |  |  |                                            |
|                          |                                      |  |                             |                                              |  |  |  |  |  |  |  |                                            |
|                          |                                      |  | Frederik Ludvík Hannoverský |                                              |  |  |  |  |  |  |  |                                            |
|                          |                                      |  |                             |                                              |  |  |  |  |  |  |  |                                            |
|                          | Jiří III.                            |  |                             |                                              |  |  |  |  |  |  |  |                                            |
|                          |                                      |  |                             |                                              |  |  |  |  |  |  |  |                                            |
|                          |                                      |  |                             | Augusta Sasko-Gothajská                      |  |  |  |  |  |  |  |                                            |
|                          |                                      |  |                             |                                              |  |  |  |  |  |  |  |                                            |
|                          | Eduard August Hannoverský            |  |                             |                                              |  |  |  |  |  |  |  |                                            |
|                          |                                      |  |                             |                                              |  |  |  |  |  |  |  |                                            |
|                          |                                      |  |                             | Karel Ludvík Fridrich Meklenbursko-Střelický |  |  |  |  |  |  |  |                                            |
|                          |                                      |  |                             |                                              |  |  |  |  |  |  |  |                                            |
|                          | Šarlota Meklenbursko-Střelická       |  |                             |                                              |  |  |  |  |  |  |  |                                            |
|                          |                                      |  |                             |                                              |  |  |  |  |  |  |  |                                            |
|                          |                                      |  |                             | Alžběta Sasko-Hildburghausenská              |  |  |  |  |  |  |  |                                            |
|                          |                                      |  |                             |                                              |  |  |  |  |  |  |  |                                            |
|                          | královna Viktorie                    |  |                             |                                              |  |  |  |  |  |  |  |                                            |
|                          |                                      |  |                             |                                              |  |  |  |  |  |  |  |                                            |
|                          |                                      |  |                             | Arnošt Fridrich Sasko-Kobursko-Saalfeldský   |  |  |  |  |  |  |  |                                            |
|                          |                                      |  |                             |                                              |  |  |  |  |  |  |  |                                            |
|                          | František Sasko-Kobursko-Saalfeldský |  |                             |                                              |  |  |  |  |  |  |  |                                            |
|                          |                                      |  |                             |                                              |  |  |  |  |  |  |  |                                            |
|                          |                                      |  |                             | Žofie Antonie Brunšvicko-Wolfenbüttelská     |  |  |  |  |  |  |  |                                            |
|                          |                                      |  |                             |                                              |  |  |  |  |  |  |  |                                            |
|                          | Viktorie Sasko-Kobursko-Saalfeldská  |  |                             |                                              |  |  |  |  |  |  |  |                                            |
|                          |                                      |  |                             |                                              |  |  |  |  |  |  |  |                                            |
|                          |                                      |  |                             | Jindřich XXIV. Reuss-Ebersdorf               |  |  |  |  |  |  |  |                                            |
|                          |                                      |  |                             |                                              |  |  |  |  |  |  |  |                                            |
|                          | Augusta Reuss Ebersdorf              |  |                             |                                              |  |  |  |  |  |  |  |                                            |
|                          |                                      |  |                             |                                              |  |  |  |  |  |  |  |                                            |
|                          |                                      |  |                             | Karolina Ernestina Erbašsko-Schönberská      |  |  |  |  |  |  |  |                                            |
|                          |                                      |  |                             |                                              |  |  |  |  |  |  |  |                                            |